# Carlo Galli da Bibbiena
Carlo Galli da Bibbiena (Vienna, 1728 – Bologna, 1787) è stato un architetto, scenografo e pittore austriaco naturalizzato italiano e contemporaneamente di origine italiana, fu l'ultimo esponente di rilievo della famiglia di origine toscana Galli da Bibbiena.

## Biografia
Figlio dello scenografo e architetto Giuseppe Galli da Bibbiena (1696 – 1756), a sua volta secondogenito di Ferdinando Galli da Bibbiena (1657 – 1743). Si formò insieme al padre viaggiando in varie corti europee, in particolare è attivo al Markgräfliches Opernhaus di Bayreuth. Il Markgräfliches Opernhaus è uno dei migliori teatri barocchi in Europa, fu progettato da Giuseppe Galli con l'assistenza di Carlo che successivamente se ne occupò da solo. Anche Carlo, come il padre, viaggiò fra le diverse corti d'Europa, si fermò in particolare a Brunswick e a Monaco di Baviera.
Fece un breve soggiorno in Italia, continuò a girovagare tra Francia, Inghilterra (1763) e Paesi Bassi, ritornando nuovamente in Italia. Nel 1770 fu documentato a Napoli, in questa città venne influenzato dalle tematiche architettoniche importate da Luigi Vanvitelli, con quest'ultimo Carlo Galli avviò una ricca collaborazione, partecipando a vari progetti di aggiornamento del regno. Nel 1771 lavorò a Caserta, mentre l'anno successivo a Napoli, insieme a Luigi Vanvitelli e Carlo Vanvitelli fu incaricato per l'allestimento di festeggiamenti del battesimo di Maria Teresa Carolina di Borbone. Le scene furono eseguite nel teatrino di Palazzo Berio, rimaneggiato ed espanso da Luigi e Carlo Vanvitelli, le scene teatrali, invece, furono affidate a Carlo Galli da Bibbiena.
Dopo la morte del Vanvitelli, il Carlo Galli è attivo nelle corti nord-orientali europee come quella di Stoccolma (documentata 1774) e San Pietroburgo (documentata fino al 1778). Ritornò nuovamente in Italia dove rimase fino alla morte avvenuta a circa 59 anni a Bologna, ma secondo l'Enciclopedia Britannica, morì a Firenze.